# Amine Adli
Amine Adli (ur. 10 maja 2000 w Béziers) – marokańsko-francuski piłkarz, występujący na pozycji napastnika w niemieckim klubie Bayer Leverkusen. Wychowanek ES Paulhan-Pézenas, w trakcie swojej kariery grał także w Toulouse. Reprezentant Maroka i były młodzieżowy reprezentant Francji.